# Очилат кайман
Очилатият кайман (Caiman crocodilus) е влечуго от семейство Алигаторови, срещащо се в Централна и Южна Америка. Обитава предимно ниски мочурливи места, както и речни корита, но може да понася и солени води. Поради високата си адаптационна способност към околната среда, това е и най-широко разпространеният крокодил. Мъжките екземпляри достигат на дължина до 2,5 m, докато женските са по-малки – до 1,4 m. Името на вида произлиза от костната бразда разположена между очите, създаваща впечатлението за наличие на очила.